# Укерник
Уке́рник (інші назви — Бринівка, Бримувка) — річка в Українських Карпатах, у межах Сколівського району Львівської області. Ліва притока Головчанки (басейн Дністра).

## Опис
Довжина річки — 11 км, площа басейну — 99 км². Укерник — типово гірська річка. Річище звивисте, з кам'янистим дном і численними перекатами та порогами.
Найбільша притока — Ростока (права).

## Розташування
Укерник бере початок з численних джерел між селами Тухолька та Нагірне. Тече в межах Сколівських Бескидів спочатку на північний схід, а потім на схід. Впадає до Головчанки в північно-східній частині села Плав'є.
Над річкою розташовані села: Тухолька і Плав'є.